# 전기 쌍극자 전이
전기 쌍극자 전이(영어: Electric dipole transition)는 원자 안의 전자와 전자기장 간 상호작용의 주요 효과이다.
다음 참조에 따라, 양자 해밀토니언 {\displaystyle H_{0}}를 가진 원자 내 전자가 평면 전자기파와 상호작용하는 것을 고려하자.
{\displaystyle {\mathbf {E} }({\mathbf {r} },t)=E_{0}{\hat {\mathbf {z} }}\cos(ky-\omega t),\ \ \ {\mathbf {B} }({\mathbf {r} },t)=B_{0}{\hat {\mathbf {x} }}\cos(ky-\omega t).}
이 전자기장 내 전자의 해밀토니언을 다음과 같이 쓰자.
{\displaystyle H(t)\ =\ H_{0}+W(t).}
시간 의존 섭동 이론을 사용하여 이 시스템을 다루면, 전자가 한 상태에서 다른 상태로 가장 많이 전이하는 것은 다음과 같이 정의된 {\displaystyle W(t)}의 합산항 때문임을 알 수 있다.
{\displaystyle W_{\mathrm {DE} }(t)={\frac {qE_{0}}{m_{e}\omega }}p_{z}\sin \omega t,\,}
여기서 {\displaystyle q}와 {\displaystyle m_{e}}는 순수 전자의 전하와 질량이다. 전기 쌍극자 전이(영어: Electric dipole transition)는 해밀토니언 {\displaystyle H_{0}+W_{\mathrm {DE} }(t)}를 가진 시스템의 에너지 준위 간 전이이다.
특정 전자 상태들 사이에서는 하나 이상의 선택규칙, 특히 각운동량 선택규칙 때문에 전기 쌍극자 전이율이 0이 될 수 있다. 이 경우, 해당 전이는 전기 쌍극자 금지 전이라 불리며, 그러한 준위 간 전이는 고차 전이로 근사해야 한다.
{\displaystyle W(t)}의 다음 차수 합산항은 다음과 같이 정의된다.
{\displaystyle W_{\mathrm {DM} }(t)={\frac {q}{2m_{e}}}(L_{x}+2S_{x})B_{0}\cos \omega t\,}
그리고 이는 자기 쌍극자 전이를 설명한다.
전이율에 대한 더 작은 기여는 더 높은 전기 및 자기 다중극 전이에 의해 주어진다.

## 반고전적 접근법

삼상태 모형 전기 쌍극자 상호작용 에너지 다이어그램

원자에 대한 빛(주로 전기장)의 효과를 모델링하고 이해하는 한 가지 방법은 세 가지 에너지 준위로 구성된 더 간단한 모델을 살펴보는 것이다. 이 모델에서 우리는 원자를 각운동량 0의 상태({\displaystyle J_{g}=0)})에서 각운동량 1의 상태({\displaystyle J_{e}=1})로의 전이로 단순화했다. 예를 들어, 수소에서 1s(바닥 상태)와 2p({\displaystyle n=1,\ell =1}) 상태 간의 전이가 될 수 있다.
이 단순화된 원자에 대한 전기장의 효과를 이해하기 위해 우리는 전기장을 {\displaystyle |g\rangle }에서 {\displaystyle |e\rangle } 전이 축과 평행하게 선형 편광된 것으로 선택할 것이다. 이 축을 {\displaystyle {\hat {z}}} 축이라고 부른다. 이 가정은 일반성을 잃지 않는다. 사실 다른 축을 선택하더라도 전기장에 평행한 이전 상태의 선형 조합인 다른 상태를 찾을 수 있으므로 선형 편광된 전기장이 전이 축에 평행하다는 가정으로 돌아갈 수 있다.
이를 염두에 두고 {\displaystyle |g\rangle }에서 {\displaystyle |e\rangle }로의 전이로만 제한할 수 있다. 우리는 {\displaystyle {\vec {E}}({\vec {r}},t)={\hat {z}}{\mathcal {E}}({\vec {r}})\cos(wt-\phi ({\vec {r}}))}로 쓸 수 있는 전기장을 사용할 것이다. 여기서 {\displaystyle {\hat {z}}}는 전이 축이고, {\displaystyle w}는 원자로 들어오는 빛의 각진동수이며(원자에 비추는 레이저라고 생각하라), {\displaystyle \phi }는 위치에 따라 달라질 수 있는 빛의 위상이며, {\displaystyle {\mathcal {E}}}는 레이저 빛의 진폭이다.
이제, 우리가 풀고자 하는 주요 질문은 이런 종류의 빛 아래에서 원자가 느끼는 평균 힘은 무엇인가? 우리는 {\displaystyle f={\overline {\langle {\hat {F}}\rangle }}={\overline {\langle -\nabla {\hat {V}}_{e.d.}({\hat {r}},t)\rangle }}}에 관심이 있는데, 이는 원자가 느끼는 평균 힘을 나타낸다. 여기서 괄호는 원자의 모든 내부 상태에 대한 평균(양자역학적 방식)을 나타내고, 막대는 고전적 방식의 시간 평균을 나타낸다. {\displaystyle {\hat {V}}_{e.d.}}는 원자의 전기 쌍극자로 인한 전위를 나타낸다.
이 전위는 {\displaystyle {\hat {V}}_{e.d}=-{\hat {D}}\cdot {\vec {E}}}로 다시 쓸 수 있으며, 여기서 {\displaystyle {\hat {D}}}는 쌍극자 전이 연산자이다.
두 상태 모델을 사용하는 이유는 쌍극자 전이 연산자를 {\displaystyle {\hat {D}}=d_{0}(|e\rangle \langle g|+|g\rangle \langle e|)}로 명시적으로 쓸 수 있게 해주기 때문이며, 따라서 우리는
{\displaystyle {\hat {V}}_{e.d}=-d_{0}{\mathcal {E}}({\hat {\vec {r}}})(|e\rangle \langle g|+|g\rangle \langle e|)\cos(\omega t-\phi ({\hat {\vec {r}}}))=-d_{0}{\mathcal {E}}({\hat {\vec {r}}})({\hat {\sigma }}_{+}+{\hat {\sigma }}_{-})\cos(\omega t-\phi ({\hat {\vec {r}}}))}를 얻는다.
그러면
{\displaystyle f({\vec {r}})={\overline {\langle d_{0}({\hat {\sigma }}_{+}+{\hat {\sigma }}_{-})\nabla [{\mathcal {E}}({\vec {r}})\cos(\omega t-\phi ({\hat {\vec {r}}})]\rangle }}={\overline {d({\vec {r}},t)\nabla {\mathcal {E}}({\vec {r}},t)}}={\overline {f({\vec {r}},t)}}}이다.
이제, 반고전적 접근법은 쌍극자 모멘트를 원자의 분극률에 전기장을 곱한 것으로 쓰는 것을 의미한다.
{\displaystyle d({\vec {r}},t)=\alpha (\omega ){\mathcal {E}}({\vec {r}},t)}
그리고 마찬가지로 {\displaystyle f({\vec {r}},t)=\alpha (\omega ){\mathcal {E}}({\vec {r}},t)\nabla {\mathcal {E}}({\vec {r}},t)={\frac {1}{2}}\alpha (\omega )\nabla {\mathcal {E}}^{2}({\vec {r}},t)}이고, 따라서 {\displaystyle f({\vec {r}})=\nabla [{\frac {1}{2}}\alpha (\omega ){\overline {{\mathcal {E}}^{2}({\vec {r}},t)}}]=\nabla [{\frac {1}{4}}\alpha (\omega ){\mathcal {E}}^{2}({\vec {r}})]}이며, 그러므로 {\displaystyle V_{e.d}=-{\frac {1}{4}}\alpha (\omega ){\mathcal {E}}^{2}({\vec {r}})}이다.
수학을 더 진행하고 비례 상수 {\displaystyle \alpha (\omega )}에 대한 더 명시적인 표현을 찾기 전에 논의해야 할 중요한 측면이 있다. 그것은 빛에 의해 유도된 전위에서 원자가 느끼는 전위가 시간 평균된 전기장의 제곱을 따른다는 것을 발견했다는 것이다. 이는 냉각 원자 물리학에서 많은 실험 물리학에 중요한데, 물리학자들이 빛의 강도가 시간 평균된 전기장의 제곱에 비례한다는 사실(즉, {\displaystyle I\propto {\overline {{\mathcal {E}}^{2}({\vec {r}},t)}}})을 사용하여 원자에 적용되는 레이저 빛의 알려진 강도를 통해 원자에 적용되는 전위를 이해하기 때문이다.
이제, 분극률 {\displaystyle \alpha (\omega )}의 표현을 얻는 방법을 살펴보자.
이를 위해 밀도 행렬 형식론과 광학 블로흐 방정식을 사용할 것이다.
여기서 주요 아이디어는 비대각 밀도 행렬 요소가 {\displaystyle \rho _{eg}=Tr({\hat {\sigma }}_{-}{\hat {\rho }})}와 {\displaystyle \rho _{ge}=Tr({\hat {\sigma }}_{+}{\hat {\rho }})}로 쓸 수 있다는 것이다. 그리고
{\displaystyle d({\vec {r}},t)=Tr({\hat {D}}{\hat {\rho }}(t))=Tr(d_{0}({\hat {\sigma }}_{+}+{\hat {\sigma }}_{-})\rho (t))=d_{0}[Tr({\hat {\sigma }}_{+}\rho (t))+Tr({\hat {\sigma }}_{-}\rho (t))]=d_{0}(\rho _{ge}+\rho _{eg})}
여기서 광학 블로흐 방정식이 유용하게 사용될 것이다. 이들은 밀도 행렬의 동역학을 이해하는 방정식을 제공한다.
실제로, 우리는 다음을 가진다.
{\displaystyle {\frac {d{\hat {\rho }}(t)}{dt}}={\frac {1}{i\hbar }}[{\hat {H}},\rho ]} 이는 밀도 행렬의 가역적인 정상 양자 진화를 설명한다.
그리고 원자의 자발 방출을 설명하는 또 다른 항이 있다.
{\displaystyle {\frac {d{\hat {\rho }}_{eg}(t)}{dt}}=-{\frac {\Gamma }{2}}{\hat {\rho }}_{eg},{\frac {d{\hat {\rho }}_{ge}(t)}{dt}}=-{\frac {\Gamma }{2}}{\hat {\rho }}_{ge}}
여기서 {\displaystyle {\hat {H}}}는 우리의 반고전적 해밀토니언이다. 이는 {\displaystyle {\hat {H}}=\hbar \omega _{0}|e\rangle \langle e|+V_{e.d.}}로 쓰인다. 그리고 {\displaystyle \Gamma ={\frac {d_{0}^{2}\omega _{0}^{3}}{3\pi \epsilon _{0}\hbar c^{3}}}}이다. {\displaystyle \Gamma }는 전이의 선폭을 나타내며, 따라서 {\displaystyle \Gamma ^{-1}}를 주어진 전이의 반감기로 볼 수 있다.
라비 진동수 {\displaystyle \Omega }를 도입하자.
{\displaystyle \hbar \Omega =-d_{0}{\mathcal {E}}({\vec {r}})}
그러면 {\displaystyle \rho _{eg}}와 {\displaystyle \rho _{ge}}에 대한 광학 블로흐 방정식을 쓸 수 있다.
이 부분을 위해 {\displaystyle \rho }의 진화 방정식을 취하고 행렬 요소를 취한다. 우리는 다음을 얻는다.
{\displaystyle i\hbar {\frac {d{\hat {\rho }}_{eg}(t)}{dt}}=\hbar (\omega _{0}-i{\frac {\Gamma }{2}})\rho _{eg}-d_{0}{\mathcal {E}}({\vec {r}},t)(\rho _{gg}-\rho _{ee})}
{\displaystyle \rho _{ge}}에 대한 방정식은 그 켤레 복소수를 취함으로써 얻을 수 있다.
그런 다음 4가지 행렬 요소 모두에 대해 과정을 반복할 수 있지만, 우리의 연구에서는 작은 장 근사를 적용하여 전기장이 4가지 방정식을 분리할 수 있을 만큼 충분히 작다고 가정한다. 이 근사는 라비 진동수를 사용하여 수학적으로 다음과 같이 쓰인다.
{\displaystyle \Omega \ll |\Delta |,\Gamma }, 여기서 {\displaystyle \Delta =\omega -\omega _{0}}.
그러면 {\displaystyle \rho _{ee}=0}을 무시하고 {\displaystyle \rho _{gg}=1}로 설정할 수 있다. 사실, 이 아이디어는 원자가 아무 빛도 보지 않는다면, {\displaystyle {\mathcal {E}}}에 대한 첫 번째 근사에서 원자는 바닥 상태에 있고 들뜬 상태에 있지 않을 것이므로 {\displaystyle \rho _{ee}=0}, {\displaystyle \rho _{gg}=1}로 설정해야 한다는 것이다.
그러면 진화 방정식을 다음과 같이 다시 쓸 수 있다.
{\displaystyle {\frac {d{\hat {\rho }}_{eg}(t)}{dt}}=-(i\omega _{0}+{\frac {\Gamma }{2}})\rho _{eg}-i\Omega \cos(wt-\phi )}
이것은 코사인 항을 포함하는 비동차 1차 미분 방정식이다. 이는 오일러 공식을 사용하여 쉽게 풀 수 있다.
다음과 같은 해를 얻는다.
{\displaystyle \rho _{eg}(t)=\Omega /2{\bigg (}{\frac {e^{-i(\omega t-\phi )}}{\omega -\omega _{0}+i\Gamma /2}}-{\frac {e^{i(\omega t-\phi )}}{\omega +\omega _{0}-i\Gamma /2}}{\bigg )}}
또한, 만약 이탈 {\displaystyle \Delta }가 {\displaystyle \Gamma }보다 훨씬 크다고 말한다면, 물론 {\displaystyle \omega ,\omega _{0}}의 합도 {\displaystyle \Gamma }보다 훨씬 크고 이전 방정식을 다음과 같이 다시 쓸 수 있다.
{\displaystyle \rho _{eg}(t)=\Omega /2{\bigg (}{\frac {e^{-i(\omega t-\phi )}}{\omega -\omega _{0}}}-{\frac {e^{i(\omega t-\phi )}}{\omega +\omega _{0}}}{\bigg )}}
그리고
{\displaystyle \rho _{ge}(t)=\Omega /2{\bigg (}{\frac {e^{i(\omega t-\phi )}}{\omega -\omega _{0}}}-{\frac {e^{-i(\omega t-\phi )}}{\omega +\omega _{0}}}{\bigg )}}
그리고 우리의 평균 쌍극자 모멘트로 돌아가서:
{\displaystyle d(t)=d_{0}\Omega /{\overline {\Delta }}\cos(\omega t-\phi )=-{\frac {d_{0}^{2}{\mathcal {E}}({\vec {r}})}{\hbar {\overline {\Delta }}}}\cos(\omega t-\phi )} 여기서 {\displaystyle {\frac {1}{\overline {\Delta }}}={\frac {1}{\omega -\omega _{0}}}-{\frac {1}{\omega +\omega _{0}}}}
그러면 {\displaystyle d(t)=-{\frac {d_{0}^{2}}{\hbar {\overline {\Delta }}}}{\mathcal {E}}({\vec {r}},t)}가 분명하고, 분극률은 {\displaystyle \alpha (\omega )=-{\frac {d_{0}^{2}}{\hbar {\overline {\Delta }}}}}가 된다.
마지막으로, 전기 쌍극자 상호작용으로 인해 원자가 느끼는 전위를 다음과 같이 쓸 수 있다.
{\displaystyle V_{e.d.}({\vec {r}})={\frac {d_{0}^{2}}{4\hbar {\overline {\Delta }}}}{\mathcal {E}}^{2}({\vec {r}})}
여기서 논의할 핵심 사항은 앞서 말했듯이 레이저의 빛의 강도 {\displaystyle I\propto {\overline {{\mathcal {E}}^{2}({\vec {r}},t)}}}가 원자가 해당 영역에서 "느끼는" 비례적인 국소 전위를 생성한다는 것이다. 또한, 이제 우리는 그러한 전위의 부호를 알 수 있다. 우리는 그것이 이탈의 부호를 따르는 {\displaystyle {\overline {\Delta }}}의 부호를 따른다는 것을 알 수 있다. 이는 우리가 적색 이탈 레이저({\displaystyle \omega <\omega _{0}})를 가질 때 전위가 인력적이고, 청색 이탈 레이저({\displaystyle \omega >\omega _{0}})를 가질 때 척력적이라는 것을 의미한다.

## 같이 보기
- 쌍극자
- 전기 쌍극자 모멘트
- 전자기학
- 자기 쌍극자 전이